# Последняя сказка Риты
«Последняя сказка Риты» — полнометражный художественный фильм Ренаты Литвиновой, премьера которого состоялась 28 июня 2012 года в московском кинотеатре «Октябрь». Рабочее название фильма — «Их было три подруги».
Фильм принимал участие в конкурсной программе 3-го Одесского международного кинофестиваля и 34-го Московского международного кинофестиваля. Дата выхода фильма в российский прокат — 18 октября 2012 года.

## Сюжет
Героини — три женщины. Первая — Маргарита Готье (Ольга Кузина) заболевает и поступает на лечение в больницу. В ней работает врачом её подруга Надя (Татьяна Друбич): узнав диагноз своей подруги, она не может решиться сообщить ей печальные новости, начинает скрываться и выпивать. Об умирающей Рите заботится медсестра Таня Неубивко (Рената Литвинова), работающая в морге; она по сути — ангел смерти и занимает высокую должность в загробном мире. Таня Неубивко переходит между двумя мирами — живых и мёртвых — при помощи порталов старинных зданий. Три женщины начинают готовиться к великому событию — переходу Риты в мир иной. Рита оглашает своё завещание, оставив всё, чем владеет, своему любимому человеку Николаю Серебрякову (Николай Хомерики). Он ищет ответ на вопрос, есть ли жизнь после смерти, и пытается отговорить смерть забирать любимую.

## В ролях
- Рената Литвинова — Татьяна Неубивко
- Ольга Кузина — Маргарита Готье
- Татьяна Друбич — Надежда Михайловна
- Николай Хомерики — Коля
- Сати Спивакова — главврач
- Регина Айрапетян — Регина
- Алиса Хазанова — Алевтина Михайловна
- Альбина Евтушевская — санитарка Аллушка
- Дмитрий Зубов — врач
- Ольга Попова — пишущая
- Вера Ундринц — архивариус
- Иван Кожевников — патологоанатом
- Дмитрий Борисов— Петро
- Фарзон Чулибаев — друг Коли

### В эпизодах
Анна Головина, Василий Горчаков, Екатерина Сычёва, Елена Леонидова, Ирэна Сухарева, Анна Айрапетян, Ольга Кондрашова, Светлана Левина, Наталия Переяслова, Леонид Добровский, Наталья Максимова, Олеся Негреева, Саидумар Файзихуджаев, Татьяна Ткачук, Тамаз Каладзе, Феликс Грозданов.

## Съёмки
На официальном сайте фильма режиссёр Рената Литвинова прокомментировала работу над фильмом: «Этот фильм забрал два года жизни. Снят он был принципиально независимым ни от каких продюсеров, на свои деньги. Изначальный сценарий переписывался в процессе и под актёров и под бюджет, и я признаю, что рамки иногда даже полезны для творчества. Но при условии абсолютно творческой свободы, которой я обладала. Моя роль — это некое мифологическое существо в современных условиях, которое именно подделывается под человека — пытается общаться, выпивать в компаниях, но главная её задача — собирать красивые души и сопровождать их в последний путь. Именно моя героиня сопровождает Маргариту Готье в течение последних тринадцати дней её жизни. По жанру — это сказка в условиях сегодняшнего города, но для меня это быль — я в такие „расклады“ абсолютно верю. За всеми есть досмотр в высшем смысле — если смерть уважает человека, она его всегда предупреждает заранее».
Земфира: «Предложение написать музыку к фильму восприняла как должное, а кто же ещё напишет Ренате музыку? С другой стороны, я не могу сказать, что понимаю кинопроцесс и законы жанра. Тем интереснее. Музыка в нашем фильме будет непохожей на остальные саундтреки, хотя бы потому, что я не знаю как „нужно“. В процессе узнала много нового, присутствовала на озвучивании. Странная вещь, вроде бы мы (музыканты и кинозвукорежиссёры) по сути занимаемся одним и тем же, звуком, но разница в подходе и принципах огромная! Хороший опыт. Буду счастлива, если музыка будет помогать фильму, а не отвлекать или раздражать. Кино очень похоже на Ренату. Безумное, с миллионом деталей и обязательно грустное».
Татьяна Друбич: «Мы когда-то много лет назад хотели сделать эту историю с Ренатой. С тех пор прошло лет пятнадцать — всё изменилось — и история, и я. Не могу объяснить почему, но эта работа была мне необходима. Именно эта роль, и именно в сотрудничестве с Ренатой. Моя героиня — это тотальная потеря. Так я её внутри себя трактую. Потеря всего и любви к себе, и любви к когда-то любимым».
Ольга Кузина:
«Очень сложно сформировать свои желания. И как раз в тот момент, когда это желание окончательно сложилось у меня в голове, мне позвонила режиссёр. Это для меня было удивительным совпадением — я хотела такую роль именно в независимом кино.
Моя героиня Рита — обречённая женщина, но мы все обречены в конце концов, но по высшей шкале — именно счастливая — она в любви взаимной, о которой можно мечтать.
И я понимаю, почему выбрали именно её, называя её душу „красивой“ именно из-за способности так отчаянно любить, ведь по жанру — это современная сказка, а в сказке такие качества очень ценятся».
Саундтрек фильма обошёлся продюсерам в один рубль Весь фильм снят на фотокамеры Canon EOS 5D Mark II и Canon EOS 7D.
Первую попытку постановки ленты осуществили студенты ВГИКА (студентка Литвинова играла главную роль).
Татьяна Друбич отказалась от своего гонорара.
Маргарита Готье — имя главной героини произведения «Дама с камелиями» А. Дюма
В передаче «Познер» от 28.10.2012 Рената Литвинова отнесла свою картину к артхаусу.